# Біляй Оксана Анатоліївна
Оксана Анатоліївна Біляй, літературний псевдонім Соломія Зеленська (нар. 12 вересня 1973, с. Морозівка) — українська прозаїк і драматург, член Національної спілки письменників України, лавреатка літературних премій.

## Біографія
Народилася 12 вересня 1973 року в селі Морозівка Київської області, Україна. Живе та творить у Києві.
Закінчила Київський національний університет театру, кіно й телебачення імені Івана Карпенка-Карого в 1996 році (курс Л. А. Олійника) за спеціальністю грач драматичного театру і кіно.
Проводить покази своїх книжок у бібліотеках, на книжкових виставках, фестивалях, ярмарках та інших творчих заходах.

## Творчість
Роман Соломії Зеленської «Сповідь священника» став переможцем відбору Київської міської спілки письменників НСП у 2016 році, також роман оприлюднений видавництвом «Фенікс» за гроші Київської міської державної адміністрації (КМДА). За умовами відбору частина накладу була спрямована в усі бібліотеки міста Києва.
19 квітня 2017 р. в Національному музеї літератури України відбувся показ низки книжок, де була й книга «Сповідь священника».
- «Сповідь священника»[5]. Роман (Видавництво «Фенікс», 2016).
- «Куди подіти святого». Роман (ЛА «Друге дихання», 2018)
- «Таємниця Мерилін». Роман (ЛА «Друге дихання», 2019)
- «Сповідь священика». Роман, перевидання (Видавництво «Базілік», 2020)
- «Зім'ятий лист». Проява
- «Сміються й плачуть солов'ї» — збірка п'єс.

## Відзнаки
- Дипломант літературної премії ім. Ю. Яновського (за роман «Сповідь священника»),
- Лавреат літературної премії ім. В. Юхимовича[6].
- Лавреат літературно-наукового конкурсу Фундації Українського Вільного Університету, Нью-Йорк, США (за роман «Таємниця Мерилін»)[6]. Дипломантка міжнародного літературного конкурсу "Коронація слова" (за роман "24 Лютого").